# San Martino Canavese
San Martino Canavese là một đô thị ở tỉnh Torino trong vùng Piedmont, có vị trí cách khoảng 40 km về phía bắc của Torino, nước Ý. Tại thời điểm ngày 31 tháng 12 năm 2004, đô thị này có dân số 811 người và diện tích là 9,8 km².
San Martino Canavese giáp các đô thị: Castellamonte, Pavone Canavese, Colleretto Giacosa, Parella, Perosa Canavese, Torre Canavese, Scarmagno, Agliè, và Vialfrè.